# Уоттон, Эдвард, 1-й барон Уоттон
Э́двард Уо́ттон, 1-й баро́н Уо́ттон (англ. Edward Wotton, 1st Baron Wotton; 1548 — 1626/1628) — английский аристократ, дипломат и политический деятель, 1-й барон Уоттон (1603–1628).

## Биография
Эдвард Уоттон был старшим сыном Томаса Уоттона и его первой жены Элизабет Радстон, дочери сэра Джона Радстона. Уоттон не получил образования на родине, но получил образование за границей, проживая в Неаполе, где он изучал французский, итальянский и испанские языки. Испанский посол Бернардино де Мендоса описывал его как «человека большой учености и знания языков».
С 1574 по 1576 год исполнял обязанности секретаря в Вене, посещал Португалию (1579) и Испанию, где в Сеговии прошла аудиенция с королём Филиппом II. В мае 1586 года Уоттон по приказу королевы Елизаветы посещал Шотландию, чтобы вести переговоры с королём Яковом VI для заключения союзам между странами. Союз был заключен, но в июне того же года шотландцы, проживавшие в Англии, вместе с английскими войсками совершили набег на земли Шотландии. Союз оказался под угрозой, поскольку Яков VI обвинил в этом английское правительство. Из-за конфликтов с шотландской знатью Уоттон попросил его отозвать, но не дождавшись ответа, сам покинул Шотландию и вернулся в Англию.
С 1594 по 1595 год Уоттон занимал должность главного шерифа графства Кент. В 1602 году был назначен контролёром королевского двора, должность которого сохранил и при Якове I. 13 марта 1603 года Уоттон был возведён в пэрское достоинство, получив титул барон Уоттон, а в 1604 году он был назначен на должность лорда-лейтенанта Кента. В ноябре 1617 года Уоттон был назначен казначеем королевского двора, но в декабре 1617 года его отправили в отставку и заплатили 1000 фунтов.
С началом правления Карла I был исключён из Королевского совета, на том основании, что он был католиком. Скончался в январе 1626 года (по другим данным, в 1628 году), в возрасте около 74 лет.

## Семья
Уоттон был дважды женат, от первой жены Эстер Пакеринг было двое детей: сын Томас и дочь Филиппа. Второй брак с Маргарет Уортон, дочерью Филипа Уортона, 3-го барона Уортон был бездетным.